# Coryphantha erecta
Coryphantha erecta là một loài thực vật có hoa trong họ Cactaceae. Loài này được (Lem. ex Pfeiff.) Lem. mô tả khoa học đầu tiên năm 1868.

## Hình ảnh

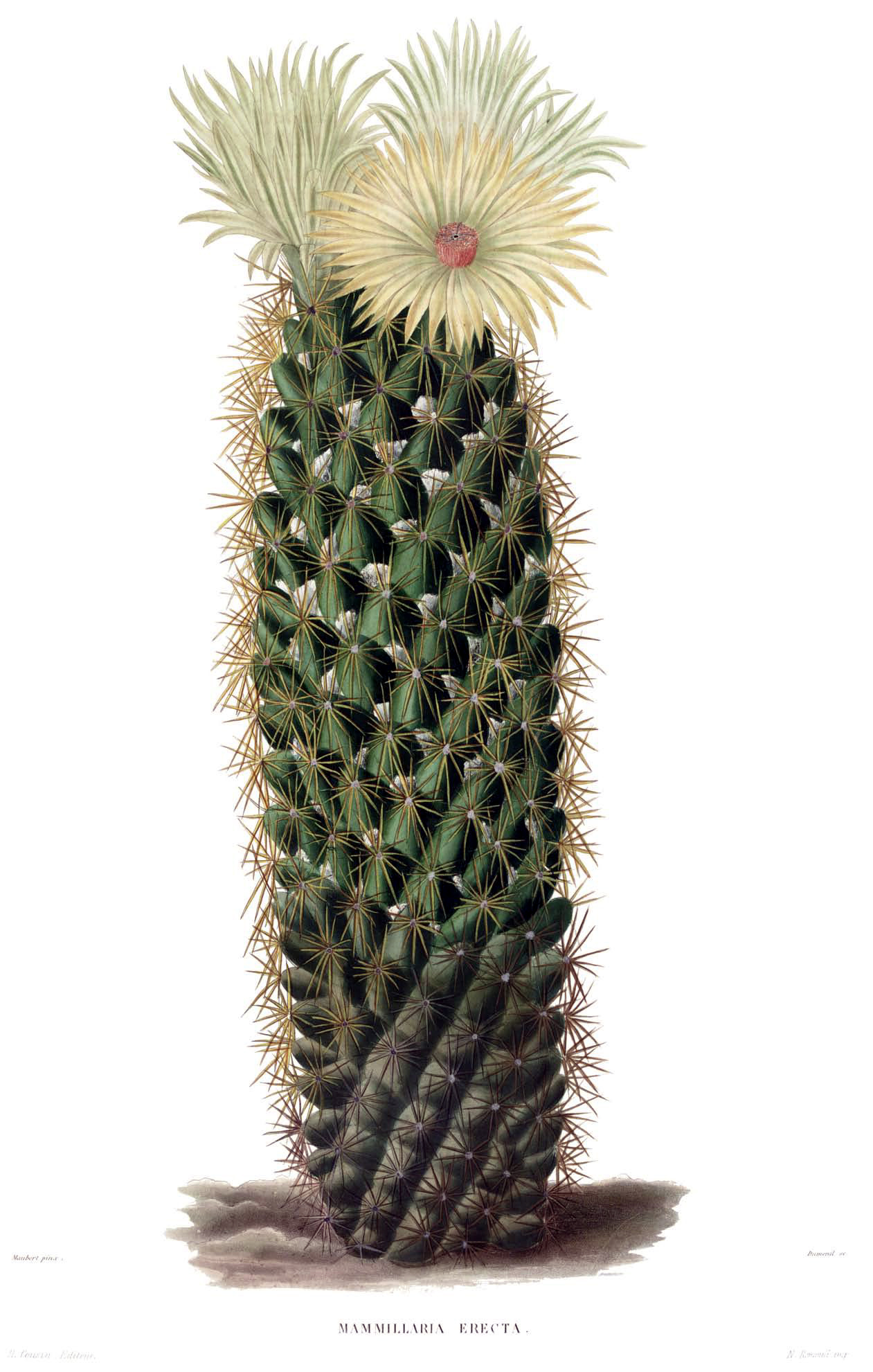
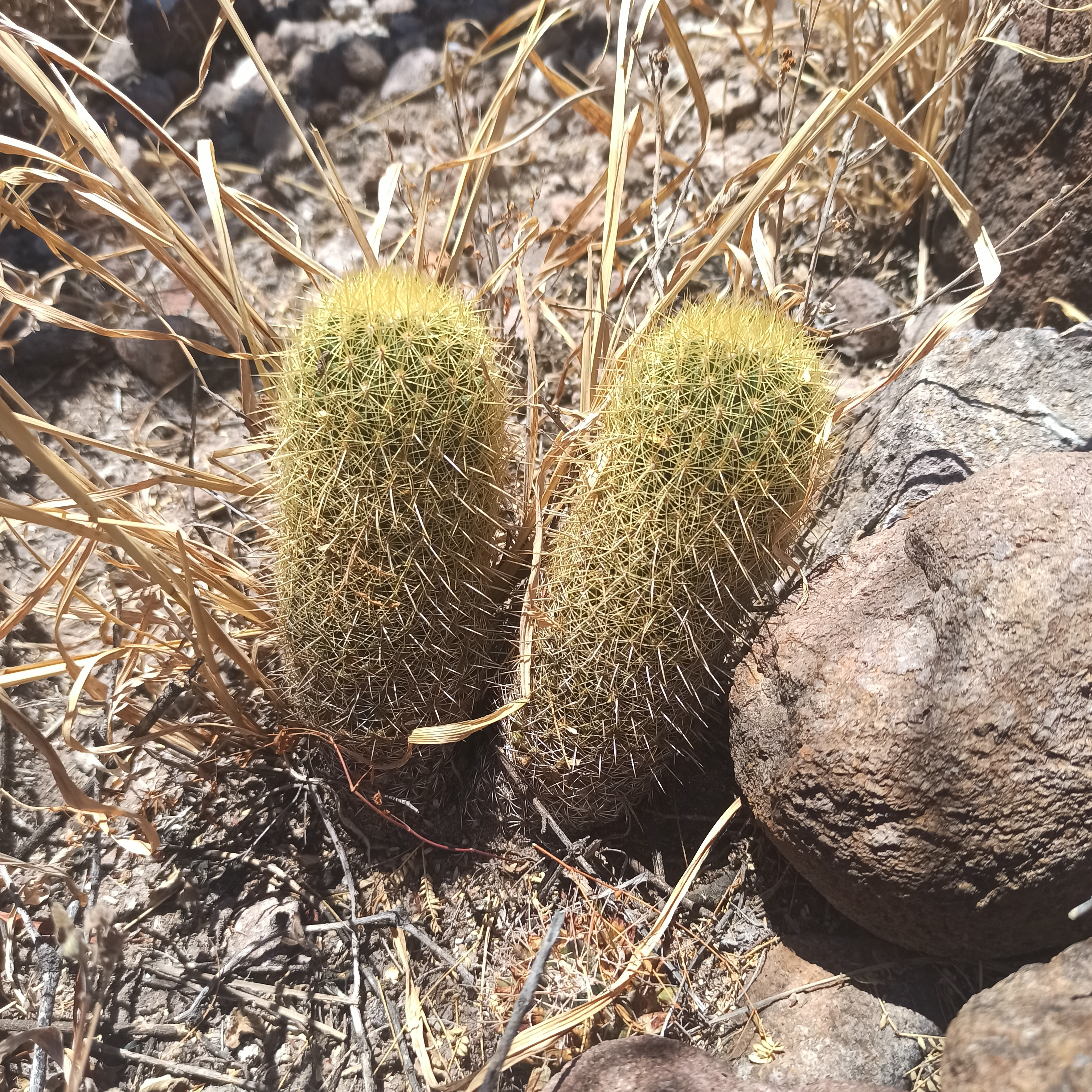